# جرارد منلی هاپکینز
جرارد منلی هاپکینز (انگلیسی: Gerard Manley Hopkins؛ ۲۸ ژوئیهٔ ۱۸۴۴ – ۸ ژوئن ۱۸۸۹) شاعر و کشیش یسوعی انگلیسی بود که شهرت پس از مرگ او وی را در میان شاعران برجسته انگلیسی قرار می‌دهد. نوای گفتار وی، به ویژه مفهوم قافیه تابدار او، جایگاه فردی نوآور را برای وی به ارمغان آورد؛ همانطور که ستایش او از خدا به‌وسیله استفاده واضح از تصویرسازی و طبیعت این کار را کرد. او در استراتفورد، اسکس (اکنون در لندن بزرگ) زاده شد و احتمالاً بزرگترین از میان نه فرزند بود. پدر و مادر وی منلی و کاترین هاپکینز (پیش از ازدواج اسمیت) نام داشتند.